# Zuklinbus
Zuklinbus ist ein 1925 gegründetes Busunternehmen aus Klosterneuburg in Österreich. Das Unternehmen betreibt Buslinien in Klosterneuburg, St. Pölten und Wien.

## Geschichte
Mit der Eröffnung der Buslinien Nussdorf – Kritzendorf und Nussdorf – Strandbad Klosterneuburg im Jahr 1925 wurde das Busunternehmen von der Familie Zuklin gegründet. Werkstatt und Garagen in der Wienerstrasse 130 wurden ein Jahr später 1926 eröffnet. 1927 veranstaltete Zuklinbus erste Busreisen quer durch Europa. Ziele waren unter anderem das Nordkap, England, Marokko und die Türkei.
Während des Zweiten Weltkrieges (1939–1945) wurde ein Teil des Wagenparkes von der Wehrmacht eingezogen und ein Großteil ging durch den Krieg verloren. 1945 besetzten sowjetische Truppen Klosterneuburg und somit auch die Garage der Firma Zuklin. Sieben Busse konnten gerettet werden, zwei davon wurden der Stadt Klosterneuburg übergeben, ein Bus wurde als Rettungsfahrzeug verwendet und einer sollte die Bewohner Klosterneuburgs mit Lebensmitteln versorgen.
1955 übernahm Zuklinbus die Linie Klosterneuburg – Weidling Bahnhof – Weidling und verlängerte sie in den kommenden Jahren bis Klosterneuburg Rathausplatz und Weidlingbach Taverne bzw. Scheiblingstein. 1988 trat Zuklinbus dem Verkehrsverbund Ost-Region bei. 2013 expandierte die Firma und übernahm einige Linien im Raum Mödling und Liesing. Hierfür wurden Volvo 7700 aus Frankfurt gekauft und neue Mercedes Citaro C2 bestellt. 2017 wurde ein weiteres Firmengrundstück in St. Pölten erworben und einige der dortigen „Lup“ Stadtbuslinien übernommen.
Am 1. April 2024 übernahm Zuklinbus vier Linien im Auftrag der Wiener Linien.

## Linien
| Klosterneuburg | Klosterneuburg                                                       |
| -------------- | -------------------------------------------------------------------- |
| 1              | Aufeldgasse/Inkustraße – Brunnleiten                                 |
| 2              | Kierling Bahnhof – Wolfsgraben                                       |
| 3              | Stadtfriedhof – Strandbad                                            |
| 400            | Wien Heiligenstadt – Klosterneuburg – Maria Gugging                  |
| 401            | Klosterneuburg – Weidling – Scheiblingstein                          |
| 402            | Klosterneuburg – AUVA – Hadersfeld                                   |
| 403            | Klosterneuburg – Kritzendorf – Höflein – St. Andrä-Wördern           |
| 404            | Klosterneuburg – Maria Gugging – Tulbing                             |
| 405            | St. Andrä-Wördern – Maria Gugging – Hintersdorf – Steinriegl         |
| 406            | Klosterneuburg – Maria Gugging – St. Andrä-Wördern – Tulln           |
| 411            | St. Andrä-Wördern – Tullnerfeld                                      |
| 413            | Nachtbus Tulln – Wien Heiligenstadt                                  |
| 142            | ISTA-Shuttlebus: Wien Heiligenstadt – Klosterneuburg – Maria Gugging |

| St. Pölten | St. Pölten                                   |
| ---------- | -------------------------------------------- |
| 2          | Gartenstadt Kremserberg – Harland Amsthaus   |
| 3          | Stiftergasse – Ginstergasse                  |
| 4          | Unterradlberg Gewerbepark – Friedhof         |
| 8          | Unterradlberg Gewerbepark – Harland Amtshaus |
| 9          | Rudolf Torner Straße – Hafing Ort            |

| Wien | Wien                                         |
| ---- | -------------------------------------------- |
| 56A  | Hietzing – Mauer – Bahnhof Atzgersdorf       |
| 56B  | Hietzing – Lainzer Tor                       |
| 58A  | Hietzing – Bahnhof Atzgersdorf               |
| 58B  | Hietzing – Am Spiegeln – Bahnhof Atzgersdorf |
| 20A  | Neue Donau - Kaisermühlen - Alte Donau       |
| 20B  | Neue Donau - Angelibad - Alte Donau          |
| 33A  | Floridsdorf - Mühlschüttel                   |